# Тахтамигда (станція)
Тахтамигда (рос. Тахтамыгда) — станція Свободненського регіону Забайкальської залізниці Росії, розташована на дільниці Куенга — Бамівська між станціями Мадалан (відстань — 16 км) і Бамівська (7 км). Відстань до ст. Куенга — 742 км; до транзитного пункту Каримська — 958 км.